# エステバン・アルバラード
エステバン・アルバラード・ブラウン（スペイン語: Esteban Alvarado Brown、1989年4月28日 - ）は、コスタリカ・リモン州シキーレス出身のサッカー選手。ポジションはゴールキーパー。コスタリカ・プリメーラ・ディビシオンのCSエレディアーノ所属。

## 経歴
2008年にコスタリカのデポルティーボ・サプリサでプロキャリアをスタートさせ、2009年末にオランダのAZアルクマールと契約を交わし、2010年に移籍した。
2011年12月21日、アヤックスのホームアムステルダム・アレナで行われたKNVBカップ4回戦・アヤックス対AZ戦で、アヤックスの1点リードで迎えた前半36分に酔ってピッチへ乱入したファンがアルバラードに飛びかかる騒ぎが発生。アルバラードは倒れた乱入者を蹴り付け応戦したが、バス・ナイハウス主審からレッドカードを出され退場となった。これを受けてAZのヘルトヤン・フェルベーク監督は選手に引き揚げを指示し、試合は中止となった。アヤックスのフランク・デ・ブール監督は「自分自身を守ったアルバラードの行為は理解できる」と擁護した。22日、オランダサッカー協会はレッドカードの取り消しを決定。またアヤックスは、乱入した19歳の男性を30年間のスタジアム入場禁止処分とした。
2015年8月6日、トラブゾンスポルに移籍した。

## 代表経歴
コスタリカ代表として2009 FIFA U-20ワールドカップに出場し、ゴールデングローブを受賞した。
2010年8月11日のパラグアイとの親善試合でA代表デビュー。2011年には元恋人の女性への度重なる暴行により、暴行と殺人未遂の罪で刑事告訴された。これを受け、コパ・アメリカ2011に臨むコスタリカ代表メンバーには招集されないことがコスタリカサッカー連盟により決定された。
2014 FIFAワールドカップに向けた予備登録30人に選出されたが、正ゴールキーパーのケイロル・ナバスが健在なところと、前述の素行の悪さからホルヘ・ルイス・ピント監督から“劇薬”と判断され、登録メンバー23人から外れた。
2022年11月4日、W杯カタール大会に向けたメンバーの1人に選ばれた。

## 代表歴

### 出場大会
- コスタリカ代表
  - 2022 FIFAワールドカップ

### 試合数
- 国際Aマッチ 25試合 0得点（2010年-2022年）[6]

| コスタリカ代表 | 国際Aマッチ | 国際Aマッチ |
| 年             | 出場        | 得点        |
| -------------- | ----------- | ----------- |
| 2010           | 1           | 0           |
| 2011           | 1           | 0           |
| 2012           | 0           | 0           |
| 2013           | 0           | 0           |
| 2014           | 1           | 0           |
| 2015           | 8           | 0           |
| 2016           | 1           | 0           |
| 2017           | 0           | 0           |
| 2018           | 3           | 0           |
| 2019           | 3           | 0           |
| 2020           | 1           | 0           |
| 2021           | 3           | 0           |
| 2022           | 3           | 0           |
| 通算           | 25          | 0           |

## タイトル
クラブ
AZアルクマール
- KNVBカップ 2012-13

個人
- 2009 FIFA U-20ワールドカップ ゴールデングローブ